# Ново-Руднянская волость
Ново-Руднянская волость — административно-территориальная единица в составе 3-го стана Рославльского уезда Смоленской губернии. Образована в 1861 году а ходе земской реформы Александра II, существовала до 1922 года.
Административный центр — село Новая Рудня.
По данным на 1904 год, в состав волости входил 81 населённый пункт.